# Charles Noguès
Auguste Paul Charles Albert Noguès (Monléon-Magnoac, 13 augustus 1876 – Parijs, 20 april 1971) was een Franse generaal en commandant van de Franse troepen in Noord-Afrika van 1939 tot 1943.
Noguès was een zoon van een landbouwer en werd in 1897 toegelaten tot de École Polytechnique. Als artillerieofficer vervulde hij het grootste deel van zijn loopbaan in Noord-Afrika en werd in 1912 lid van het kabinet van Hubert Lyautey. Na de Eerste Wereldoorlog was hij hoofd van een artillerieregiment en bekleedde diverse functies in het kabinet van Alexandre Millerand. In 1924 keerde hij terug naar Noord-Afrika om deel te nemen aan de Rifoorlog. In 1927 werd hij directeur van Inheemse Zaken in Rabat.
Hij werd op 2 juni 1927 bevorderd tot brigadegeneraal, op 29 oktober 1930 tot général de division en op 1 mei 1933 tot général de corps d'armée. In 1933 werd hij commandant van het 19e Legerkorps in Algiers en werd vervolgens in 1936 Resident-generaal in Marokko.  Op 17 maart 1936 werd hem de rang van général d'armée verleend  en nam in 1939 de functie van opperbevelhebber over de Franse troepen in Noord-Afrika op zich.  
In juni 1940 volgde hij de lijn van maarschalk Philippe Pétain en generaal Maxime Weygand en verbood elk verzet in Marokko. Tijdens Operatie Toorts paste hij een instructie toe om weerstand te bieden tegen de geallieerde invasie, drie dagen later volgde een staakt-het-vuren. Noguès werd door Darlan en Giraud in zijn functie in Rabat gehandhaafd, maar moest zijn post door de komst van Charles de Gaulle in Algiers verlaten. In 1943 vertrok hij naar Portugal. 
Noguès werd bij verstek veroordeeld tot 20 jaar dwangarbeid. Noguès keerde in juni 1954 terug naar Frankrijk en werd gevangengenomen.  

## Onderscheidingen
- Legioen van Eer
  - Grootkruis op 26 juni 1939[1]
  - Grootofficier op 8 juli 1932[1]
  - Commandeur op 25 september 1925[1]
  - Officier op 9 juli 1919[2]
  - Ridder op 3 januari 1915[3]
- Oorlogskruis (Frankrijk) 1914 - 1918[4]
- Oorlogskruis (Frankrijk) voor Krijg buiten Frankrijk (T.O.E.)[4]
- Oorlogskruis (België)[4]
- Koloniale Medaille met gesp "MAROC"[4]
- Overwinningsmedaille (Frankrijk)[4]
- Intergeallieerde Medaille[4]
- Officier d’Académie[4]
- Officier in de Orde van de Glorie[4]
- Officier in de Orde van Sharifian Alawaidis[4]
- Officier in de Kroonorde[4]
- Commandeur in de Orde van de Witte Adelaar[4]

## Militaire carrière
- Général de brigade: 2 juni 1927
- Général de division: 29 oktober 1930
- Général de corps d'armée: 1 mei 1933
- Général d'armée: 17 maart 1936